# Topomyia roslihashimi
Topomyia roslihashimi is een muggensoort uit de familie van de steekmuggen (Culicidae). De wetenschappelijke naam van de soort is voor het eerst geldig gepubliceerd in 2005 door Miyagi & Toma.